# Sprechgesang
Sprechgesang y Sprechstimme (alemán para "canción hablada" y "voz hablada") son términos musicales empleados para referirse a una técnica vocal que se encuentra entre cantar y hablar. 

## Sprechstimme
Este tipo de término musical se utilizaba en el expresionismo. El uso más antiguo conocido de esta técnica fue en la ópera Königskinder (Los hijos del rey), de Engelbert Humperdinck (1897), pero más frecuentemente se asocia con los compositores de la Segunda Escuela Vienesa, en especial con Pierrot Lunaire, ciclo de canciones compuesto por Arnold Schönberg y estrenado en 1912.
The Last Poets, un grupo de jazz vocal, publicó música sirviéndose de interpretaciones vocales semihabladas.
Más tarde, la cultura hip hop popularizó el rap a partir de finales de los años 1970, sobre música basada en el jazz y el funk, basándose en tradiciones musicales africanas.
Anteriormente, desde los años 1960, el reggae jamaicano también popularizó una fórmula similar sobre bases rítmicas propias de la isla.

## Formas musicales tradicionales semihabladas
- Reggae en Jamaica.
- Dancehall en Jamaica.
- Chjamí è Rispondi en Córcega.
- Cantigas Ao Desafio en Portugal.
- Est-ifer en República Dominicana y en Venezuela.
- Griot en Senegal.
- Cocrouch en Laos.
- Chastushka en Rusia.
- Tsiattista en Chipre.
- Enka Slamta en Etiopía.
- Tassou en Senegal.
- Gstanzl en Baviera y tradiciones similares en Austria y Suiza.
- Bertsolariak en el País Vasco. España
- Rap urdu en Pakistán.
- Kuai ban en China.
- Payas  en Chile.
- Décimas  en Perú, Cuba y Panamá.
- Payada en Argentina, Uruguay, Chile y Brasil.[1] .
- Regueifa  en las provincias de Galicia (España).
- Glosa  en las Islas Baleares (España).
- Embolada, Aboio e Repente   (Brasil).
- Los Kjarkas   (Bolivia).
- Rap (Estados Unidos) y el mundo.

- Datos: Q1500983